# اسکوئردینیا (بازیکن فوتبال، زاده ۱۹۸۹)
اسکوئردینیا (انگلیسی: Esquerdinha؛ زادهٔ ۱۰ اکتبر ۱۹۸۹) بازیکن فوتبال اهل برزیل است.
از باشگاه‌هایی که در آن بازی کرده است می‌توان به باشگاه ورزشی گوییاس، باشگاه فوتبال سانتا کروز، باشگاه فوتبال ای‌بی‌سی، باشگاه فوتبال رد بول براگانتینو، باشگاه فوتبال شاپه‌کوئنزه، و باشگاه فوتبال کوریتیبا اشاره کرد.